# Tauleta Carnarvon
La Tauleta Carnarvon és una inscripció de l'antic Egipte, en escriptura hieràtica. Menciona la derrota dels hicsos per part del rei tebà Kamose, que va acabar amb el període que havia dividit Egipte entre el seu domini tebà i el domini dels hicsos, amb capital a Àvaris.  
Es tracta de dues tauletes de fusta cobertes amb un estucat de guix fi. Al mig d’un dels costats ho té un forat, cosa per la qual sembla que podrien haver estat penjades.
A l’anvers de la primera tauleta s'hi troba la inscripció de la victòria de Kamose davant els hicsos, i al revers s'hi troba l’inici del text conegut com Les Màximes de Ptahhotep, on es recullen els coneixements i saviesa del djati Ptahhotep.
A sota d’això, hi ha marcades les línies d’un tauler de dames en quadrats de 10x3. La segona tauleta és de mida molt més petita i conté una composició literària molt més danyada, escrita per la mateixa mà o una molt similar.  

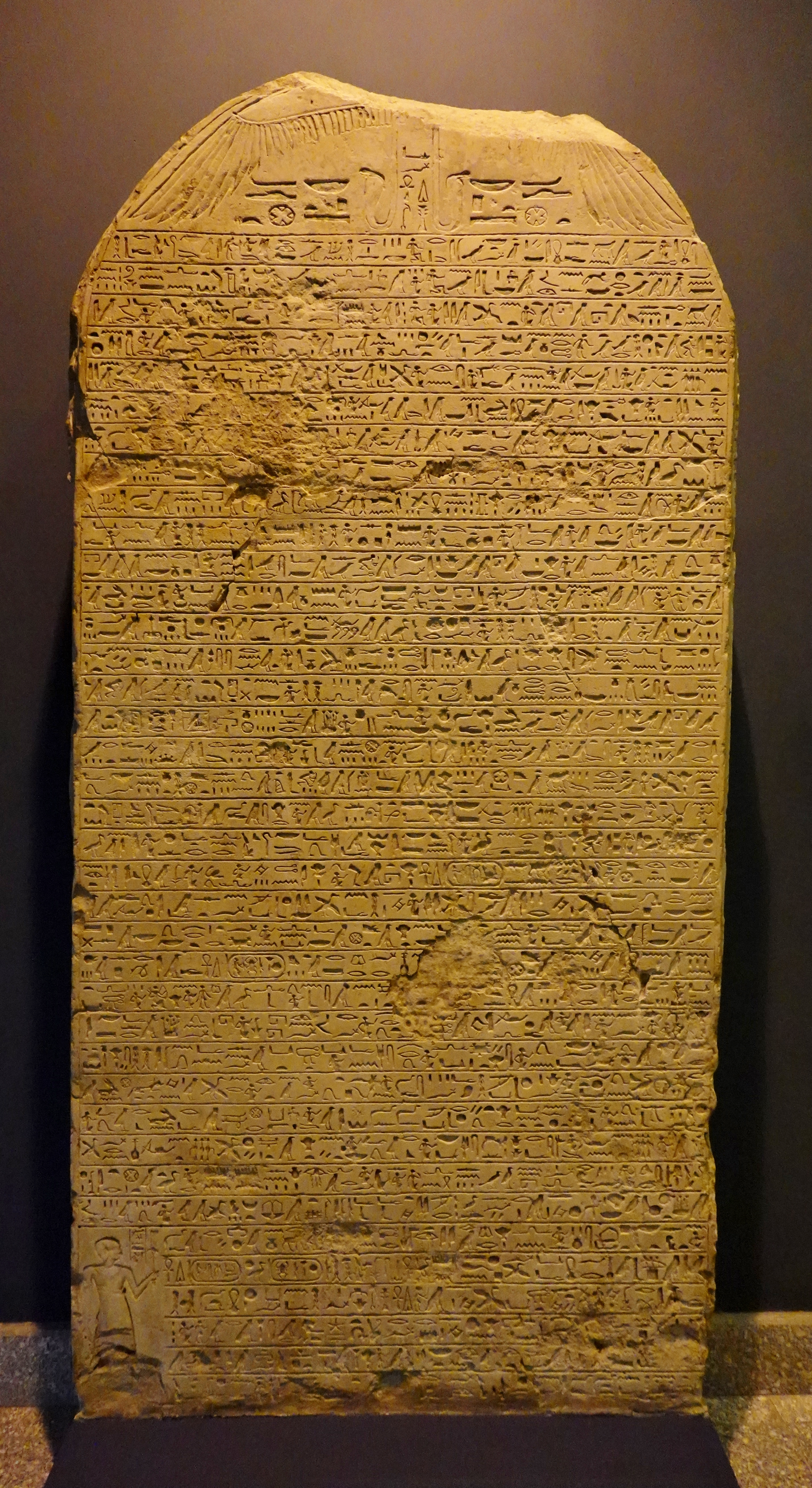
Estela del rei Kamose descoberta en el temple de Karnak. Museu de Luxor.

El text de la primera tauleta és una còpia escrita per un escriba aprenent d’una de les dues esteles commemoratives que Kamose va ordenar inscriure al temple de Karnak.
Kamose volia derrotar als asiàtics (hicsos) i, per això, havia d’acabar amb el príncep de Kush, que governava d’Elefantina a la segona cataracta i tenia relacions d’amistat amb els hicsos.

## Localització
Va ser descoberta durant les excavacions de Lord Carnarvon (George Herbert) a Tebes, l'any 1908. Lord Carnarvon va descobrir la tomba abans que Howard Carter se li unís com a arqueòleg.
Es van descobrir entre restes fragmentades de ceràmica i mòmies d’una tomba (núm. 9, secció Birabi), que es trobava prop de la boca del jaciment arqueològic de Deir el-Bahari, prop de Tebes (actual Luxor). En aquest jaciment on s'hi conserven una quantitat elevada de tombes i temples d’època faraònica.
Posteriorment es varen dipositar al Museu Egipci del Caire.

## Problemàtiques
Era atribuïda, per Howard Carter, a la dissetena dinastia per les circumstàncies de la troballa; però després s’ha comprovat que podria correspondre a l'inici de la divuitena dinastia. Hi ha autors que fins i tot l’atribueixen a la vint, com Gaston Maspero, pel tipus d’escriptura.
Recentment s’arriba a la conclusió que la inscripció no hauria de ser molt posterior als fets que es relaten: no més de cinquanta anys.
En un estudi de Roland Enmarch s’ha pogut comprovar com la narrativa de Kamose, en les seves inscripcions, ha sigut influïda per literatures passades, però ha servit de guia per literatures posteriors, sobretot de la divuitena dinastia.
Precedents del to agressiu de Kamose es poden veure en la inscripció de Senwosret I de l'inici de la dotzena dinastia, o l’estela Semna de Senwosret III.